# Frantic (песня)
Frantic (с англ. — «Безумный») — песня американской метал-группы Metallica, выпущенная в сентябре 2003 года. Песня заняла 9 место в чартах Best-Metal.

## Содержание
Эта песня, как и другие на St. Anger, описывает появление проблем с алкоголизмом у вокалиста и ритм-гитариста Джеймса Хэтфилда, из-за которых он много месяцев провёл в реабилитационном центре.

## Музыкальное видео
Клип был снят в Монреале, Канада, режиссёром Wayne Ishlam. В клипе был снят человек, который ехал, превысив скорость, тараня другие машины. В клипе можно увидеть музыкантов Metallica и их нового басиста Роберта Трухильо. Клип был снят ещё до того, как он присоединился к группе.

## Участники записи
- Джеймс Хэтфилд — вокал, гитара
- Ларс Ульрих — ударные
- Кирк Хэммет — гитара, бэк-вокал
- Боб Рок — бас-гитара

## Чарты
| Чарт (2003-04)                             | Высшая позиция |
| ------------------------------------------ | -------------- |
| Австралия (ARIA)                           | 22             |
| Австрия (Ö3 Austria Top 40)                | 30             |
| Бельгия/Фландрия (Ultratip Bubbling Under) | 6              |
| Дания (Tracklisten)                        | 6              |
| Финляндия (Suomen virallinen lista)        | 4              |
| Франция (SNEP)                             | 59             |
| Германия (GfK)                             | 21             |
| Ireland (IRMA)                             | 20             |
| Нидерланды (Dutch Top 40)                  | 32             |
| Новая Зеландия (Recorded Music NZ)         | 23             |
| Норвегия (VG-lista)                        | 5              |
| Испания (PROMUSICAE)                       | 2              |
| Швеция (Sverigetopplistan)                 | 13             |
| Швейцария (Schweizer Hitparade)            | 57             |
| UK Singles (The Official Charts Company)   | 16             |
| U.S. Billboard Mainstream Rock Tracks      | 21             |